# Boule de Suif (film, 1934)
Pour les articles homonymes, voir Boule de Suif (homonymie).
Pour plus de détails, voir Fiche technique et Distribution.
Boule de Suif (titre original en russe : Пышка, Pychka), est un film muet de Mikhaïl Romm, réalisateur soviétique, d'après la nouvelle Boule de Suif de Guy de Maupassant. Sorti en 1934, c'est le premier film de Mikhail Romm.

## Synopsis
Pendant l'hiver 1870-1871, la ville de Rouen en Normandie est envahie par les Prussiens. Pour fuir l'occupation, un groupe de dix personnes prend la diligence de Dieppe : un couple de commerçants, un couple de bourgeois, un couple de nobles, deux religieuses, un démocrate et enfin l'héroïne, Pychka.
Le voyage s'annonce difficile, la diligence n'avance pas. Les voyageurs ont faim et seule la jeune femme a pensé à emporter des provisions, qu'elle partage généreusement. À Tôtes, les voyageurs font étape dans une auberge occupée par des soldats prussiens. Un officier leur interdit de repartir tant que Pychka n'aura pas accepté ses avances. Patriote, elle refuse, approuvée par ses camarades. Mais ils perdent patience et trament un complot contre elle. Enfin, elle finit par céder sous la pression des autres voyageurs. Malgré le service rendu à ses camarades, ils la couvrent de honte.
L'officier les autorisant à partir, ils continuent leur voyage sous la protection d'un soldat prussien. La compagnie, sauf Pychka qui n'a pas eu l'occasion de s'approvisionner, commence à se goinfrer en ignorant Pychka. Celle-ci pleure puis se fâche sur les neuf autres voyageurs. Ce sera le soldat qui aura quelque compassion et lui offrira un quignon de pain.

## Fiche technique
- Titre : Boule de Suif
- Titre original : Пышка (Pychka)
- Réalisation : Mikhaïl Romm
- Scénario : Mikhaïl Romm
- Dialogues : Guy de Maupassant
- Décors : Iossif Chpinel (ru) et Piotr Beitner (ru)
- Photographie : Boris Voltchek
- Musique : Mikhaïl Tchoulaki
- Production : Mikhaïl Romm
- Société de production : Mosfilm
- Pays d'origine : URSS
- Format : Noir et blanc - Film muet
- Durée : 70 minutes
- Date de sortie : 1934

## Distribution

### Acteurs principaux
- Galina Sergueïeva : Élisabeth Rousset (Pychka - Boule de Suif)
- Andreï Faït : officier prussien
- Faïna Ranevskaïa : Mme Loiseau
- Piotr Repnine[3] : Lamadon, meunier
- Tatiana Okounevskaïa (ru)[4] : Carré-Lamadon
- Mikhaïl Moukhine : comte de Breville

### Rôles secondaires
- Anatoli Goryunov (ru) : Loiseau, marchand de vin
- Karl Gourniak : soldat prussien
- Valentina Kuznetsova : serveuse
- Vladimir Lavrinovich : Cornudet
- Sophia Levitina (ru) : vieille nonne
- Evgenia Mezentseva : comtesse
- Vladimir Osenev (ru) : soldat allemand
- Nina Sukhotskaya : jeune nonne
- Vsevolod Yakout (ru) : narrateur

## Récompenses
La coupe au Festival de Venise en 1935.

## Dates de sortie
Sorti en 1934, il ne sortira sur les écrans américains qu'en 1958.